# Liste des sites Ramsar en Iran
Cet article recense les zones humides d'Iran concernées par la convention de Ramsar.

## Statistiques
La convention de Ramsar est entrée en vigueur en Iran le 21 décembre 1975.
En janvier 2020, le pays compte 25 sites Ramsar, couvrant une superficie de 14 886,24 km2.

## Liste
| Site                                                                         | Province                  | Notes | Date              | Superficie (km²) | Altitude (m)  | Identifiant Ramsar | Identifiant WDPA | Coordonnées                       | Photo |
| ---------------------------------------------------------------------------- | ------------------------- | ----- | ----------------- | ---------------- | ------------- | ------------------ | ---------------- | --------------------------------- | ----- |
| Péninsule de Miankaleh (en), baie de Gorgan (en) et Lapoo-Zaghmarz Ab-bandan | Mazandéran                |       | 23 juin 1975      | 1 000,00         | 0             | 36                 | 17152            | 36° 49′ 41″ nord, 53° 41′ 49″ est |       |
| Lac Parishan (en) et Dasht-e Arzhan (en)                                     | Fars                      |       | 23 juin 1975      | 62,00            | 853 - 2 000   | 37                 | 68012            | 29° 30′ nord, 52° 00′ est         |       |
| Lac d'Ourmia                                                                 | Azerbaïdjan occidental    |       | 23 juin 1975      | 4 830,00         | 1 280 - 1 525 | 38                 | 17154            | 37° 30′ nord, 45° 30′ est         |       |
| Lacs de Neiriz et marais de Kamjan                                           | Fars                      |       | 23 juin 1975      | 1 080,00         | 1 525 - 1 540 | 39                 | 17155            | 29° 40′ 01″ nord, 53° 30′ 00″ est |       |
| Complexe de zone humide d'Anzali (en)                                        | Guilan                    |       | 23 juin 1975      | 150,00           | -23           | 40                 | 17156            | 37° 25′ 01″ nord, 49° 28′ 01″ est |       |
| Marais de Shadegan (en) et vasières de Khor al Amaya et Khor Musa            | Khouzistan                |       | 23 juin 1975      | 4 000,00         | 0 - 15        | 41                 | 17157            | 30° 30′ nord, 48° 45′ est         |       |
| Hāmūn-e-Saberi et Hāmūn-e Helmand                                            | Sistan-et-Baloutchistan   |       | 23 juin 1975      | 500,00           | 470 - 475     | 42                 | 17158            | 31° 14′ 10″ nord, 61° 15′ 14″ est |       |
| Lac Kobi                                                                     | Azerbaïdjan oriental      |       | 23 juin 1975      | 12,00            | 1 240         | 43                 | 17159            | 36° 57′ nord, 45° 30′ est         |       |
| Hamoun-e Puzak, extrémité sud                                                | Sistan-et-Baloutchistan   |       | 23 juin 1975      | 100,00           | 490           | 44                 | 17160            | 31° 19′ 59″ nord, 61° 45′ 00″ est |       |
| Lacs de Shurgol, Yadegarlu et Dorgeh Sangi                                   | Azerbaïdjan oriental      |       | 23 juin 1975      | 25,00            | 1 290         | 45                 | 17161            | 37° 00′ nord, 45° 30′ est         |       |
| Parc national de Bujagh                                                      | Guilan                    |       | 23 juin 1975      | 31,77            | -21           | 46                 | 17162            | 37° 25′ 01″ nord, 49° 28′ 59″ est |       |
| Lac Amirkelayeh                                                              | Guilan                    |       | 23 juin 1975      | 12,30            | -20           | 47                 | 68013            | 37° 16′ 59″ nord, 50° 12′ 00″ est |       |
| Lac Gurigöl (en)                                                             | Azerbaïdjan oriental      |       | 23 juin 1975      | 1,20             | 1 897 - 1 950 | 48                 | 68014            | 37° 55′ 01″ nord, 46° 42′ 00″ est |       |
| Lacs Alagol, Ulmagol et Ajigol                                               | Mazandéran                |       | 23 juin 1975      | 14,00            | 5             | 49                 | 17165            | 37° 21′ 00″ nord, 54° 34′ 59″ est |       |
| Détroit de Clarence                                                          | Hormozgan                 |       | 23 juin 1975      | 1 000,00         | 0             | 50                 | 17166            | 26° 45′ 00″ nord, 55° 40′ 01″ est |       |
| Deltas de Rud-e-Shur, Rud-e-Shirin et Rud-e-Minab                            | Hormozgan                 |       | 23 juin 1975      | 450,00           | 0             | 51                 | 17167            | 27° 05′ 31″ nord, 56° 45′ 18″ est |       |
| Deltas de Rud-e-Gaz et Rud-e-Hara                                            | Hormozgan                 |       | 23 juin 1975      | 150,00           | 0             | 52                 | 68015            | 26° 40′ 01″ nord, 57° 19′ 59″ est |       |
| Lac Gavkhouni et marais du bas Zayandeh Roud                                 | Ispahan                   |       | 23 juin 1975      | 430,00           | 1 470         | 53                 | 17169            | 32° 19′ 59″ nord, 52° 46′ 59″ est |       |
| Baie de Govater et Hur-e-Bahu                                                | Sistan-et-Baloutchistan   |       | 1er novembre 1999 | 750,00           | 0 - 50        | 1006               | 220059           | 25° 10′ 01″ nord, 61° 30′ 00″ est |       |
| Île de Shidvar                                                               | Hormozgan                 |       | 29 décembre 1999  | 8,70             | 0 - 8         | 1015               | 220078           | 26° 48′ nord, 53° 24′ est         |       |
| Lagune de Gomishan                                                           | Golestan                  |       | 5 novembre 2001   | 177,00           | -27           | 1109               | 900697           | 37° 11′ 46″ nord, 53° 58′ 59″ est |       |
| Fereydunkenar (en), Ezbaran (en) et Sorkh Ruds Ab-Bandans                    | Mazandéran                |       | 28 mars 2003      | 54,27            | -23           | 1308               | 902321           | 36° 40′ 05″ nord, 52° 31′ 52″ est |       |
| Zone humide de Choghakhor                                                    | Tchaharmahal-et-Bakhtiari |       | 3 mars 2010       | 16,87            | 2 100         | 1939               | 555542697        | 31° 55′ 01″ nord, 50° 54′ 00″ est |       |
| Zone humide de Kanibarazan                                                   | Azerbaïdjan occidental    |       | 17 janvier 2011   | 9,27             | 1 275         | 1940               | 555542698        | 36° 59′ 56″ nord, 45° 46′ 08″ est |       |
| Zarivar                                                                      | Kurdistan                 |       | 17 juillet 2016   | 21,8558          | 1 200 - 2 502 | 2369               |                  | 35° 32′ 31″ nord, 46° 07′ 34″ est |       |